# London Road Stadium
London Road Stadium est un stade de football localisé à Peterborough. C'est l'enceinte du club de Peterborough United.

## Histoire
La construction débute en 1913 et s'achève la même année. Après avoir été utilisé par le Peterborough & Fletton United de sa fondation en 1923 jusqu'à sa dissolution en 1932, le nouveau club de football, Peterborough United, loue le terrain à la ville en 1934. À cette époque, le stade se composait d'une tribune en bois de 250 places.
En janvier 2010, le conseil municipal de Peterborough a racheté le stade au club. En septembre 2012, Peterborough United et la ville ont conclu un accord pour rénover et agrandir London Road. La ville a accepté d'agrandir le stade à 19 000 places.
Les quatre tribunes entourant le terrain sont :
- Main North Stand : tribune principale nord
- BGL South Family Stand : tribune opposée sud
- Weston Homes London Road Terrace : tribune ouest
- Motorpoint Stand : tribune est

## Noms du stade
En novembre 2014, le London Road Stadium a été rebaptisé ABAX Stadium, du nom d'une société norvégienne de gestion de flotte et de suivi de véhicules, pour un contrat de cinq ans. Début juin 2019, un nouveau contrat a été signé avec une entreprise immobilière Weston Homes Plc sur dix ans. Le changement de nom en Weston Homes Stadium a pris effet le 1er juin 2019. 